# Il casello fantasma
Il casello fantasma (The Phantom Tollbooth, ma noto anche come The Adventures of Milo in the Phantom Tollbooth) è un film del 1970 diretto da Chuck Jones (che è anche co-sceneggiatore e produttore), Abe Levitow e Dave Monahan. È una trasposizione per metà animata del libro per bambini del 1961 di Norton Juster Il casello magico (The Phantom Tollbooth) realizzata da MGM Animation/Visual Arts ed interpretata da Butch Patrick (come Milo) e, come doppiatori, da Mel Blanc, Daws Butler, Candy Candido, Hans Conried, June Foray, Patti Gilbert, Shepard Menken, Cliff Norton, Larry Thor, and Les Tremayne. Jones e Levitow diressero le sequenze animate, mentre il loro collega della Warner Bros. Cartoons David Monahan quelle live-action. Venne distribuita nelle sale dalla Metro-Goldwyn-Mayer il 7 novembre 1970 (sebbene fosse stata completata nel 1968, ma la sua uscita venne bloccata per problemi interni alla produzione), ed è stata l'ultimo film della casa di produzione a includere segmenti sia live-action che animati fino a Pink Floyd - The Wall. Lo studio di animazione ha chiuso poco dopo e la MGM abbandonò definitivamente l'attività di animazione. Juster non diede alcun contributo all'adattamento e espresse anzi un forte disappunto nei suoi confronti: "Era un film che non mi è mai piaciuto. Non credo che ci abbiano fatto un buon lavoro. È in circolazione da molto tempo. È stato ben recensito, il che mi ha anche fatto arrabbiare."

## Trama
A Milo, un ragazzo annoiato che vive in un condominio di San Francisco, appare un giorno in camera un grosso pacco regalo, che si rivela essere un casello, un portale in un universo magico parallelo. Mentre Milo usa la macchinina del casello per attraversarlo, il personaggio passa dal live-action all'animazione e, dopo essersi abituato a questo, guida ulteriormente e viene trasportato nell'incantato Kingdom of Wisdom in the Lands Beyond e negli stati di Dictionopolis (Kingdom of Words) e Digitopolis (Kingdom of Mathematics).
Accompagnato da Tock, un "cane da guardia" che in realtà ha un grande orologio da tasca nel suo corpo, Milo ha una serie di avventure in luoghi come Doldrums, Dictionopolis, Digitopolis, Mountains of Ignorance e Castle in the Air. Insieme devono salvare le Princess of Sweet Rhyme e Pure Reason, che sono tenute prigioniere nel Castle in the Air, e ripristinare l'ordine nel Kingdom of Wisdom. 